# Anton Zvonko Robar
Anton Zvonko Robar (1928 - ?), slovenski učitelj, pisatelj in narodopisec
Poučeval je v podružnici Holmec OŠ Franja Goloba Prevalje.
Z učiteljsko kolegico je potoval z vlakom bratstva in enotnosti po Jugoslaviji, nato pa sta imela predstavitev za učiteljski zbor in učence.

### Kritika
Fanika Knez mu je v pisnem sestavku očitala, da je žalil pokojnega Jožeta Kneza, pripadnika NOB, ko ga je v članku K mozaiku delavskega gibanja in NOB – nepotrebna panika označil za paničarja in strahopetca. Napisala je, da ni bil ustreljen na begu iz tovarne pred Gestapom, ampak je umrl pri Ravnjaku v Kotu zaradi izdaje ter da je o tem pisalo že v eni prejšnjih izdaj Koroškega fužinarja in da je bila na Ravnjakovi hiši leta 1982 odkrita spominska plošča. Menila je, da bi se lahko posvetoval s Knezovimi še živimi sodelavci, ne pa, da se je oprl na en vir. Svetovala mu je, naj se drži sodobnih tem, če želi uspeti s pisateljevanjem. V isti izdaji Koroškega fužinarja je Zvonko Robar napisal, da izpovedi Meznerja, ki je podatke slišal od ljudi, ni hotel spreminjati, saj ga je imel za predanega sodelavca NOB, ki ni nikogar hotel žaliti. Na koncu se je opravičil.

## Nagrade in priznanja
- 1982: bronasta Vorančeva plaketa za velik prispevek k spodbujanju in razvijanju kulturno-umetniške dejavnosti med mladimi in za mlade.[5]
- 1985: bronasta plaketa Zveze telesnokulturnih organizacij občine Ravne na Koroškem za organizacijsko in strokovno delo.[6]
- šolsko leto 1986/87, Kranj: srebrno priznanje zgodovinskemu krožku OŠ Franja Goloba za raziskovalno nalogo.[7]